# 武則史園
武則 史園（たけのり しえん、1977年9月4日 - ）は、日本の政治活動家。株式会社フォース代表取締役、一般社団法人ボトムアップパーソンズ協会理事。防災士。

## 経歴
岡山県倉敷市出身。1996年（平成8年）3月、岡山理科大学附属高等学校を経て、1998年（平成10年）3月、広島マツダ技術短期大学校を卒業。
2020年（令和2年）に政治団体「今と10年先の倉敷の話をする会」を立ち上げ、長期の視点に立った国と地方の財政予測を綱領に掲げている。2月1日、次期倉敷市議会議員補欠選挙に立候補することを正式表明した。
2024年　倉敷市議会議員補欠選挙落選。
2025年1月26日　倉敷市議会議員選挙　初当選（得票数 2,032票）